# Лев Кекіш
Лев Кекіш (нар. 7 березня 1886, село Дусанів, Перемишлянський повіт, Австро-Угорщина, нині Перемишлянський район Львівська область — пом. червень 1920, біля Соловків, Біле море, РРФСР) — український військовик, сотник УГА, правник.

## Життєпис
Лев Кекіш народився 7 березня 1886 року в селі Дусанів, повіт Перемишляни. Його батько був парохом села Дусанів. Навчався у Бережанській гімназії та Львівському університеті на правничому факультеті. Як поручник австрійської армії попав у російський полон під час Брусиловського прориву. Перебував у таборі для полонених в Царицині.
У жовтні 1918 року Лев Кекіш повертається з полону і долучається до листопадових подій у Перемишлянах. На кінець листопада 1918 року комендант м. Глиняни Перемишлянського повіту, згодом переведений до окружної військової команди в Бережанах. Пройшов «чотирикутник смерті». Очолював залізничну станцію у м. Бершаді на Поділлі.
У квітні 1920 року спільно із іншими старшинами УГА переїхав до Києва, де потрапив у більшовицький полон і перебував концентраційному таборі в Кожухові під Москвою (нині це мікрорайон Москви).
У червні 1920 року 150 старшин Української Галицької Армії з Кожуховського концтабору, поміж них і Лев Кекіш, були відправлені у розпорядження Архангельської губчека. «Баржу смерті» з українцями втопили в районі Соловків у Білому морі.